# Ordo virtutum

Ordo Virtutum (Ordre des vertus en latin) est une pièce de moralité allégorique, ou drame musical sacré, d'Hildegarde de Bingen, composée vers 1151, pendant la construction et le déménagement de son Abbaye de Rupertsberg. Il s'agit de la pièce de moralité la plus ancienne de plus d'un siècle et du seul drame musical médiéval à subsister avec une attribution pour le texte et la musique.
Une version courte de l'Ordo Virtutum sans musique apparaît à la fin de Scivias, le récit le plus célèbre de la compositrice sur ses visions. Il est également inclus dans certains manuscrits de la Symphonia armoniae celestium revelationum (Symphonie de l'harmonie des révélations célestes), un cycle de plus de 70 chants liturgiques. Il est possible qu'elle ait été interprétée par les religieuses du couvent lors de la dédicace de l'église St. Rupertsberg en 1152 ou peut-être avant la messe de consécration des vierges au couvent.

## Intrigue
Le sujet de la pièce est typique pour une pièce de moralité. Elle ne raconte ni des événements bibliques, ni la vie d'un saint, ni des miracles. Ordo Virtutum traîte plutôt de la lutte pour l'âme humaine, ou Anima, entre les Vertus et le Diable.
La pièce peut être divisée en 5 parties comme l'introduit Audrey Davidson : 
- Partie I : Un prologue dans lequel les Vertus sont présentées aux Patriarches et aux Prophètes qui s'émerveillent devant les Vertus.

- Partie II : Nous entendons les plaintes des âmes qui sont emprisonnées dans des corps. L'âme heureuse (pour l'instant) entre et sa voix contraste avec celle des âmes malheureuses. L'âme a envie de ne pas vivre afin de se rendre directement au Paradis. Lorsque les vertus lui disent qu'elle doit d'abord vivre, le Diable la séduit et l'emmène vers les choses du monde.

- Partie III : Les Vertus s'identifient et se décrivent à tour de rôle tandis que le Diable les interrompt occasionnellement et exprime des points de vue opposés et des insultes. C'est de loin la partie la plus longue et, bien que dépourvue de drame ou d'intrigue, les éléments musicaux de cette partie la mettent en valeur.

- Partie IV : L'âme revient, repentante. Une fois que les Vertus ont accepté son retour, elles se retournent contre le Diable, qu'elles lient. Ensemble, ils vainquent le Diable, puis Dieu est loué.

- Partie V : Une procession de tous les personnages.

## Rôles
- L'âme (voix de femme).

- Les vertus (chantées par 17 voix de femmes solistes) : 
  - Humilité (Reine des Vertus)
  - Espérance
  - Chasteté
  - Innocence
  - Mépris du monde
  - Amour céleste
  - Discipline ? (le nom est rayé dans le manuscrit)
  - Modestie
  - Miséricorde
  - Victoire
  - Discrétion
  - Patience
  - Connaissance de Dieu
  - Charité
  - Crainte de Dieu
  - Obéissance
  - Foi

Ces Vertus étaient considérées comme des modèles pour les femmes de l'Abbaye, qui prenaient plaisir à surmonter leurs faiblesses et à vaincre le Diable dans leur propre vie. 
- Chœur des prophètes et des patriarches (chanté par un chœur d'hommes)
- Chœur des âmes (chanté par un chœur de femmes)
- Le Diable (une voix d'homme[6] (le Diable ne chante pas, il ne fait que crier ou grogner : selon l'abbesse, il ne peut pas produire l'harmonie divine).

## Contexte d'écriture
La signification et l'importance de l'Ordo Virtutum dans la communauté d'Hildegarde de Bingen sont affectées par la répartition des rôles entre les religieuses. Il a été suggéré que l'âme représente Richardis von Stade, une amie de la compositrice qui était partie pour devenir abbesse dans autre couvent. De Bingen fut bouleversée par cette nomination et tenta de la faire révoquer, faisant même appel au Pape Eugène III. Hildegard de Bingen n'y parvient pas et Richardis s'en va, pour mourir peu après, le 29 octobre 1151. D'autres chercheurs proposent une allusion à Bruno, le frère d'Hildegarde. Avant de mourir, Richardis dit à son frère qu'elle voulait retourner auprès d'Hildegarde, un peu comme l'âme repentante de l'Ordo Virtutum.

### Composition à l'Abbaye
Hildegarde de Bingen n'a pas reçu d'enseignement traditionnel en matière de composition et n'a pas non plus été formée à la pratique des instruments. Elle était autodidacte, mais pas d'une manière à laquelle on pourrait s'attendre. Toute sa vie, Hildegard de Bingen a prétendu être à la fois clairvoyante et clairaudiente. La musique lui venait naturellement. Elle a également tenté de décrire ce qu'elle vivait dans des œuvres telles que Ordo Virtutum[. La musique faisait partie intégrante de la vie quotidienne à l'Abbaye, puisque les religieuses chantaient des psaumes plusieurs fois par jour selon la liturgie des heures. L'exécution de musique non liturgique était plus rare et concernait les célébrations et les occasions spéciales de la vie de la communauté.

#### Les propriétés curatives
Hildegard de Bingen pensait que la musique avait un effet puissant, voire médical, sur les gens. La musique était un type de méditation biblique. La manière dont elle était pratiquée ressemble d'une certaine manière à la façon dont les bouddhistes méditent et dont d'autres traditions religieuses utilisent la musique. Le neurologue Oliver Sacks a fait des recherches sur Hildegarde. Il a découvert que la musique apporte une connexion entre les deux hémisphères du cerveau. Elle peut guérir et calmer le corps, ce en quoi la compositrice croyait.

## Éléments musicaux
L'Ordo Virtutum est écrit en vers dramatiques et contient 82 mélodies différentes, qui sont réglées de manière plus syllabique que les chants liturgiques de la compositrice. Toutes les parties sont chantées en plain-chant (sauf celle du Diable). Il y a une alternance entre les parties solistes et les parties chorales, ainsi qu'entre les lignes mélismatiques et syllabiques. Le découpage de l'œuvre prend un ton allégorique et les intentions musicales sont déterminées par la structure ; par exemple, le développement de chants processionnels qui relient l'action dans une tour à celle de l'autre.
Les derniers vers de la pièce passent à un mode mystique et décrivent la crucifixion, demandant au public de plier les genoux pour que Dieu puisse « tendre sa main vers toi » (genua vestra ad patrem vestrum flectite / ut vobis manum suam porrigat). Le mot final, porrigat (tendre), est réglé sur trente-neuf notes, c'est le plus long mélisme de la pièce. Il illustre l'extension d'une main divine vers l'humanité (physique).

## Discographie
- Ordo virtutum, Sequentia, Deutsche Harmonia Mundi (1982)
- Ordo virtutum, Sequentia, Deutsche Harmonia Mundi (1998)